# Holomitrium olfersianum
Holomitrium olfersianum är en bladmossart som beskrevs av Hornschuch 1840. Holomitrium olfersianum ingår i släktet Holomitrium och familjen Dicranaceae. Inga underarter finns listade i Catalogue of Life.